# Lista gatunków z rodzaju miecznica
Lista gatunków z rodzaju miecznica (Sisyrinchium L.) – lista gatunków rodzaju roślin należącego do rodziny kosaćcowatych (Iridaceae Juss.). Według The Plant List w obrębie tego rodzaju znajduje się co najmniej 201 gatunków o nazwach zweryfikowanych i zaakceptowanych, podczas gdy kolejnych 21 taksonów ma status gatunków niepewnych (niezweryfikowanych).
Lista gatunków
- Sisyrinchium abietum McVaugh
- Sisyrinchium acre H.Mann
- Sisyrinchium albidum Raf.

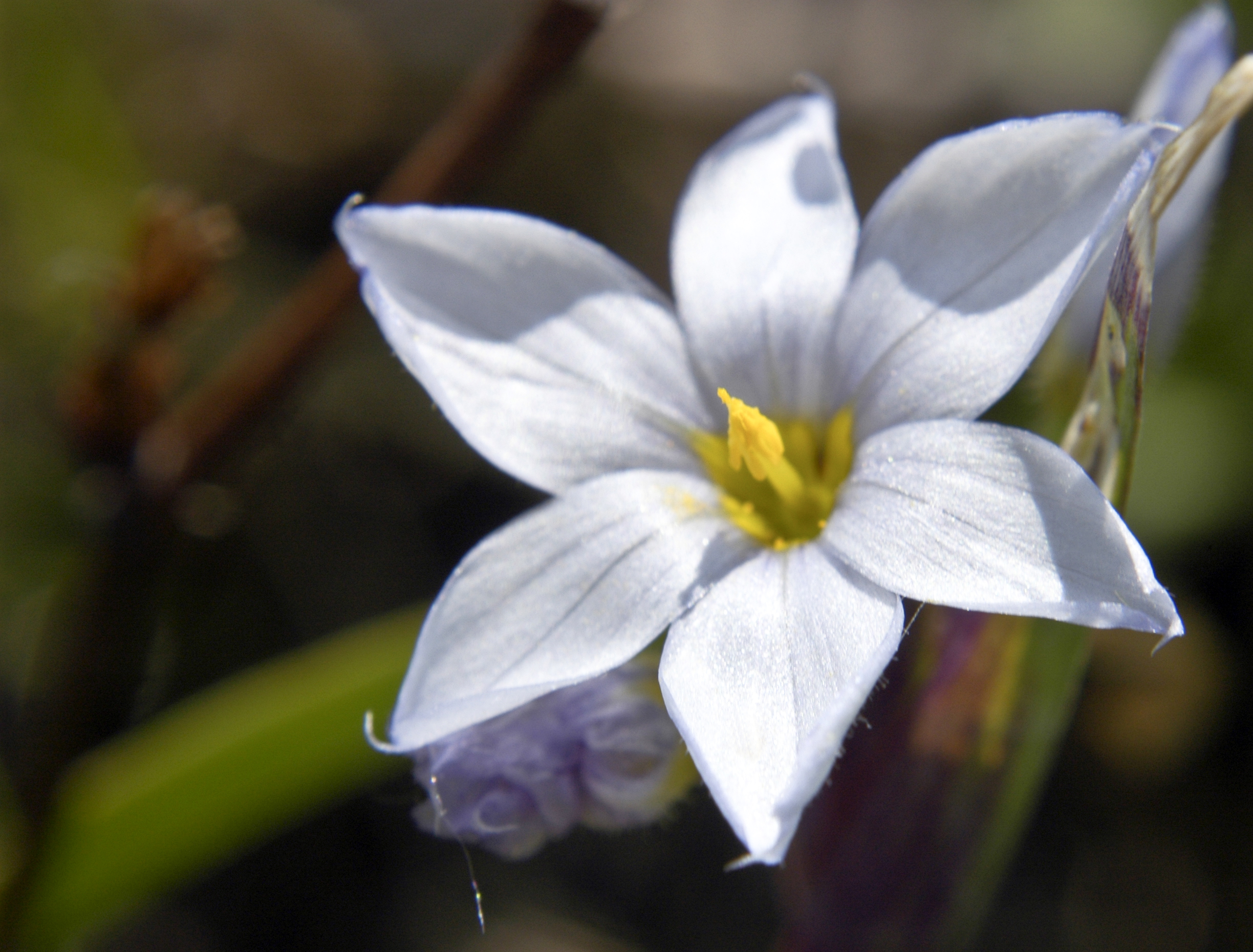
Sisyrinchium albidum

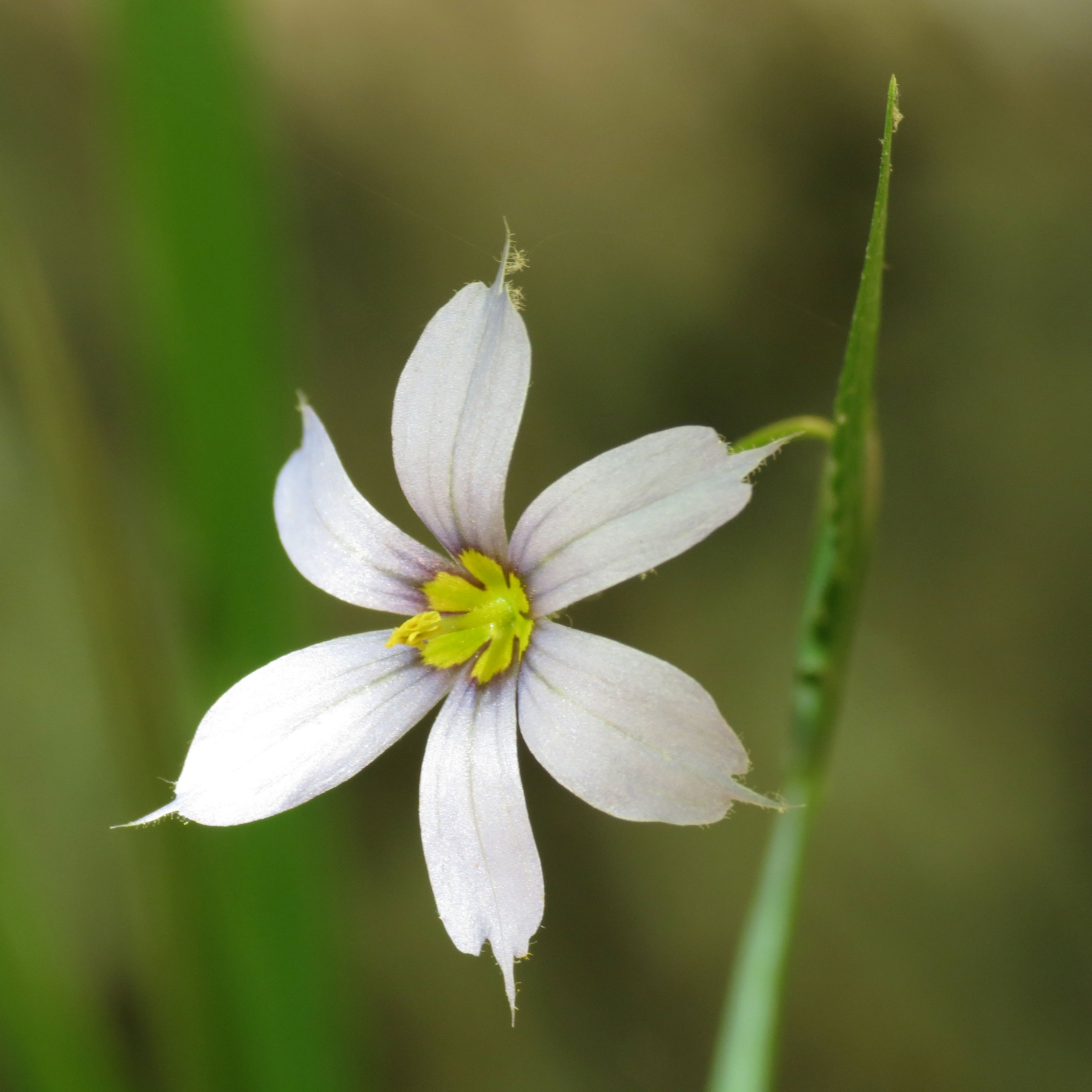
Sisyrinchium angustifolium

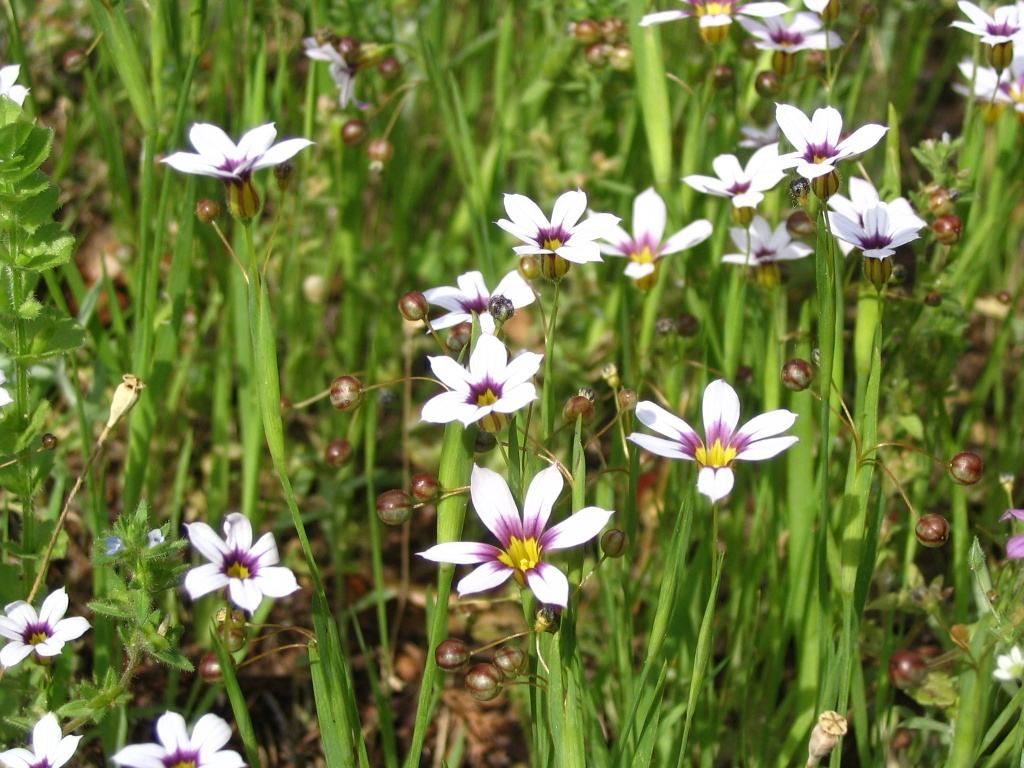
Sisyrinchium atlanticum

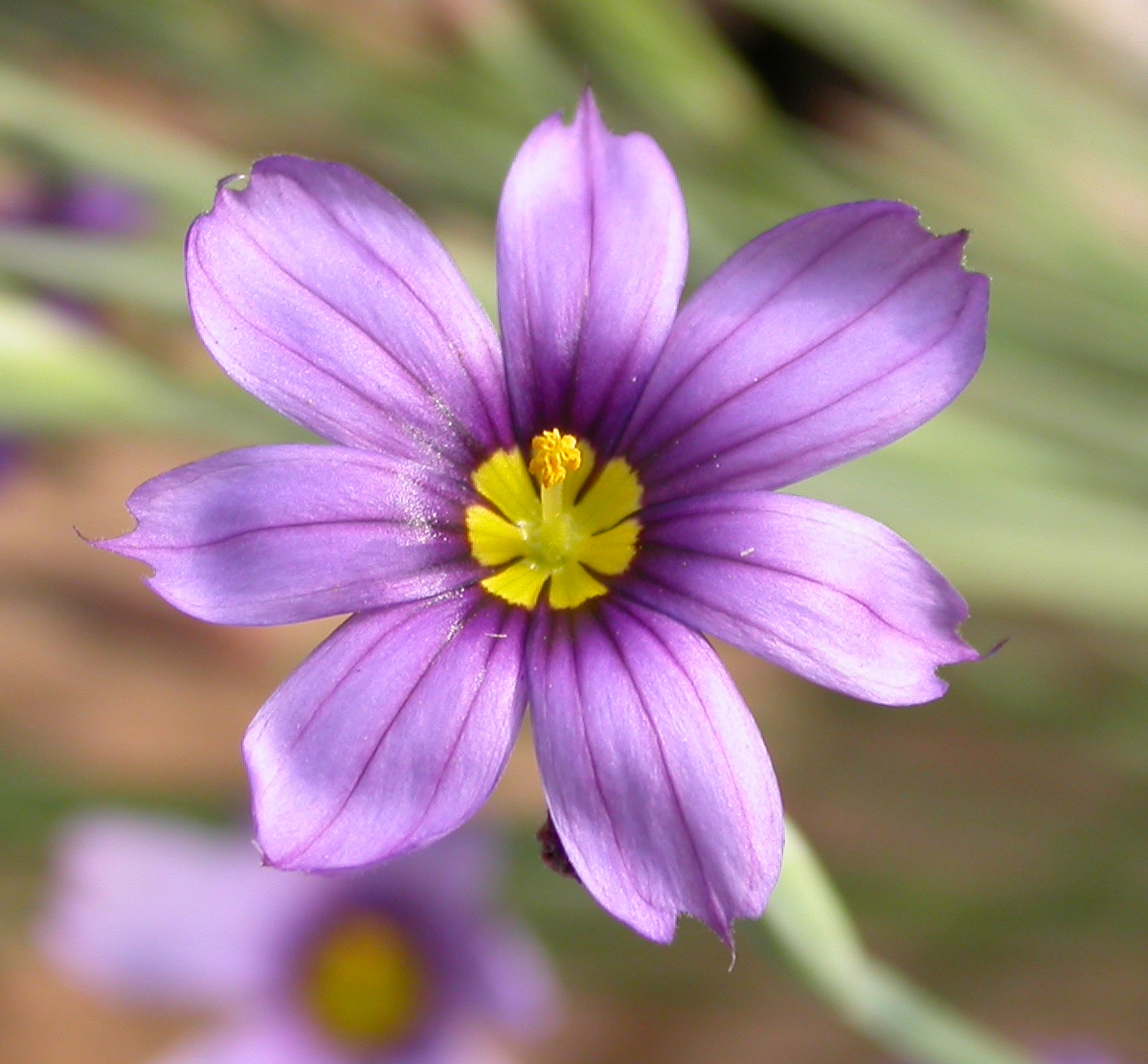
Sisyrinchium bellum

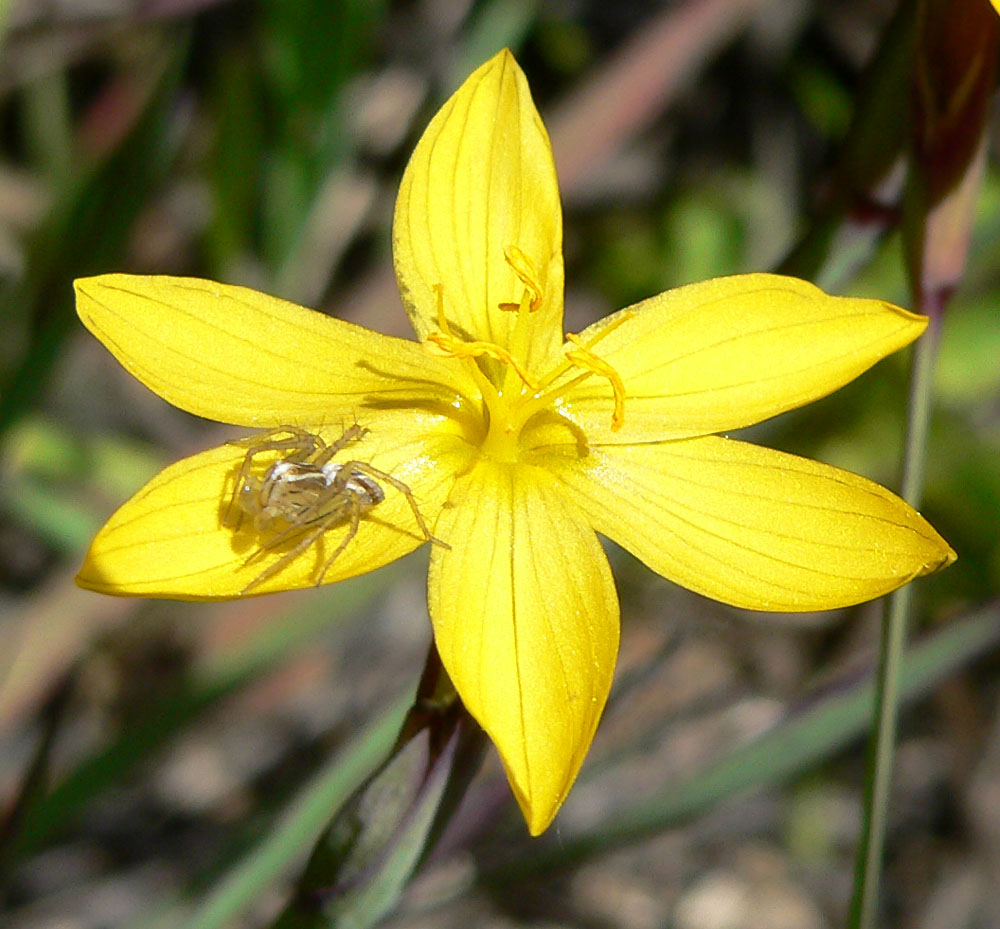
Sisyrinchium californicum

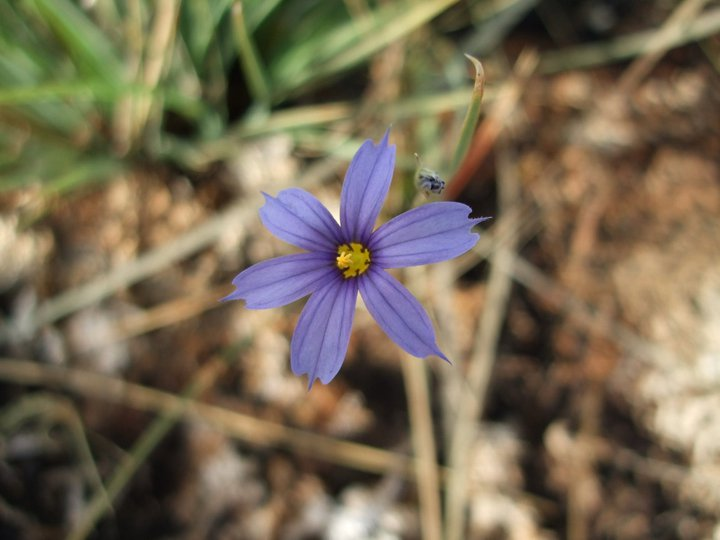
Sisyrinchium funereum

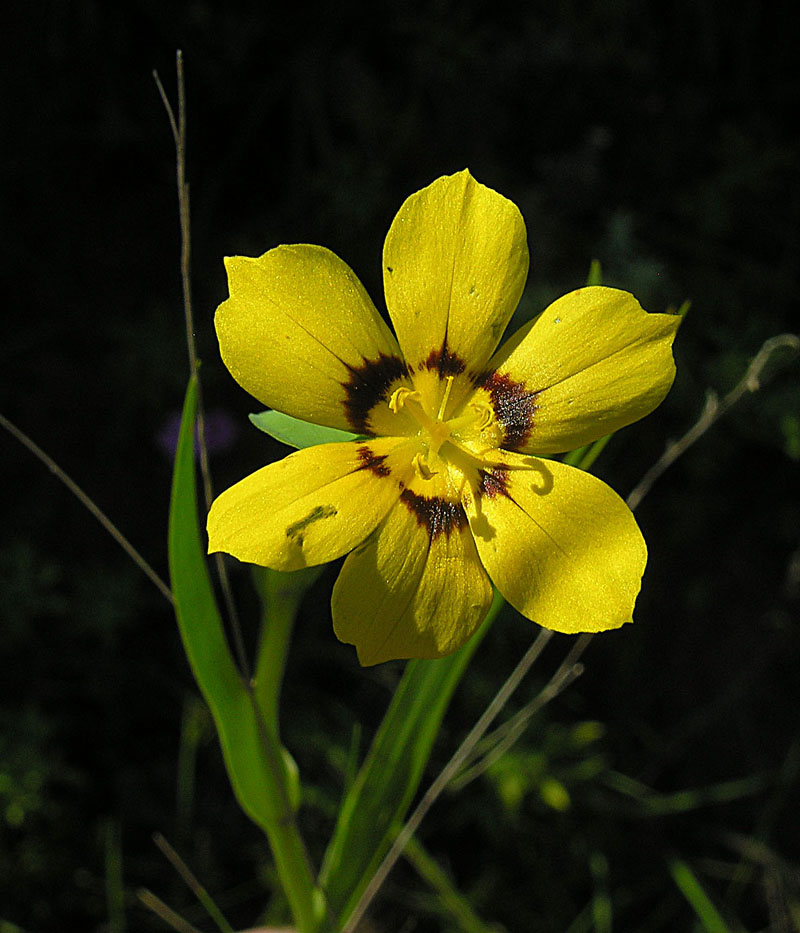
Sisyrinchium graminifolium

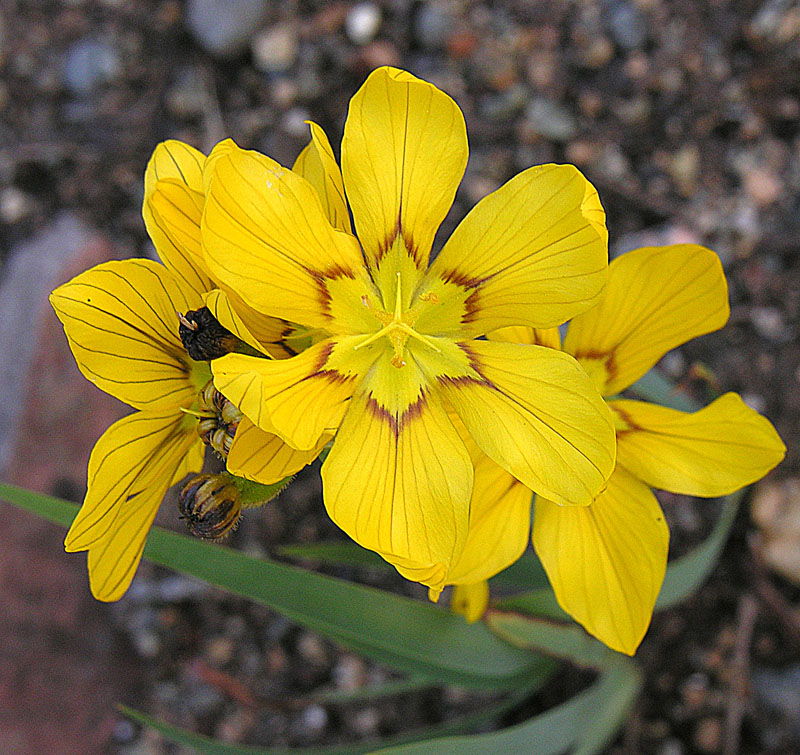
Sisyrinchium macrocarpum

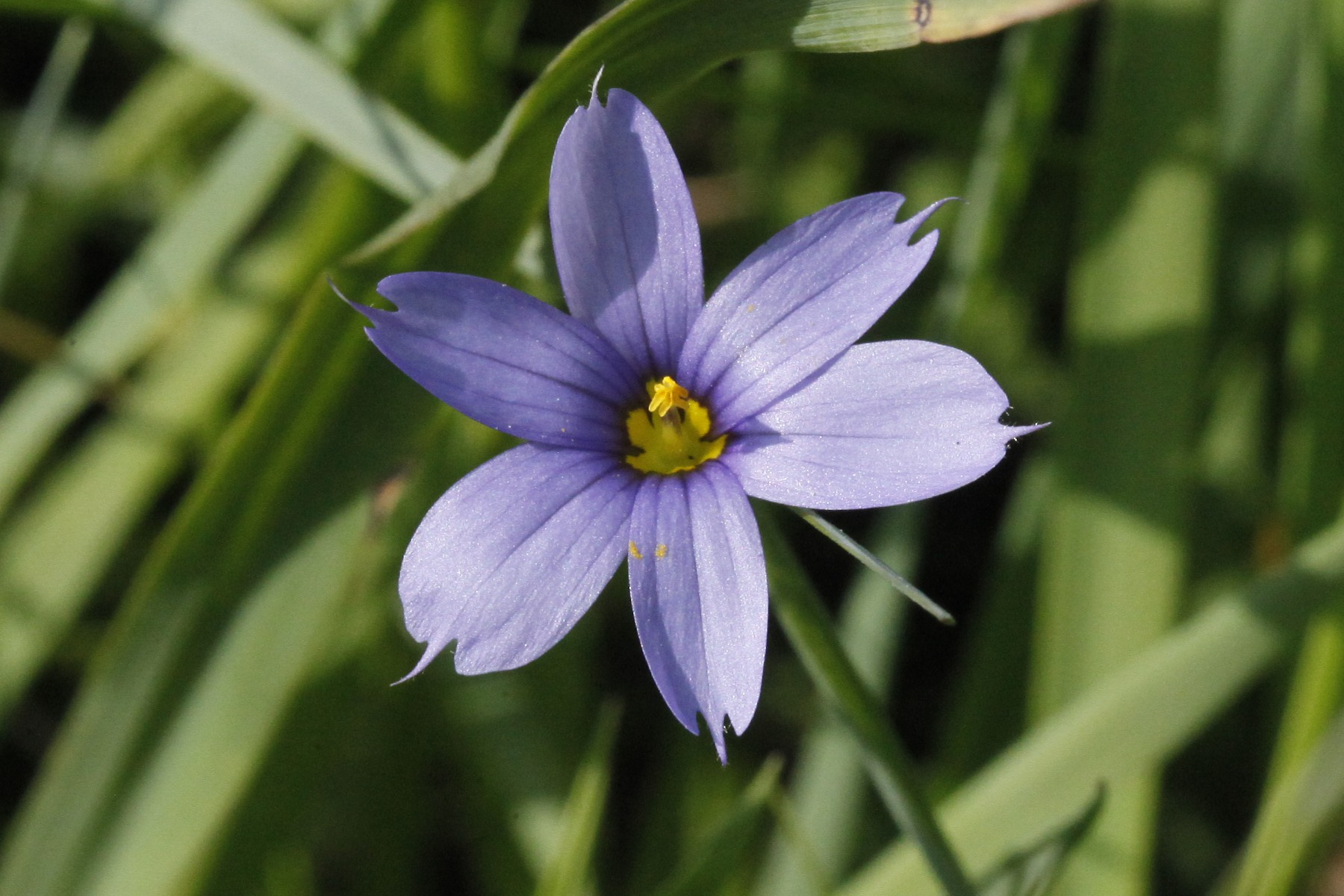
Sisyrinchium montanum

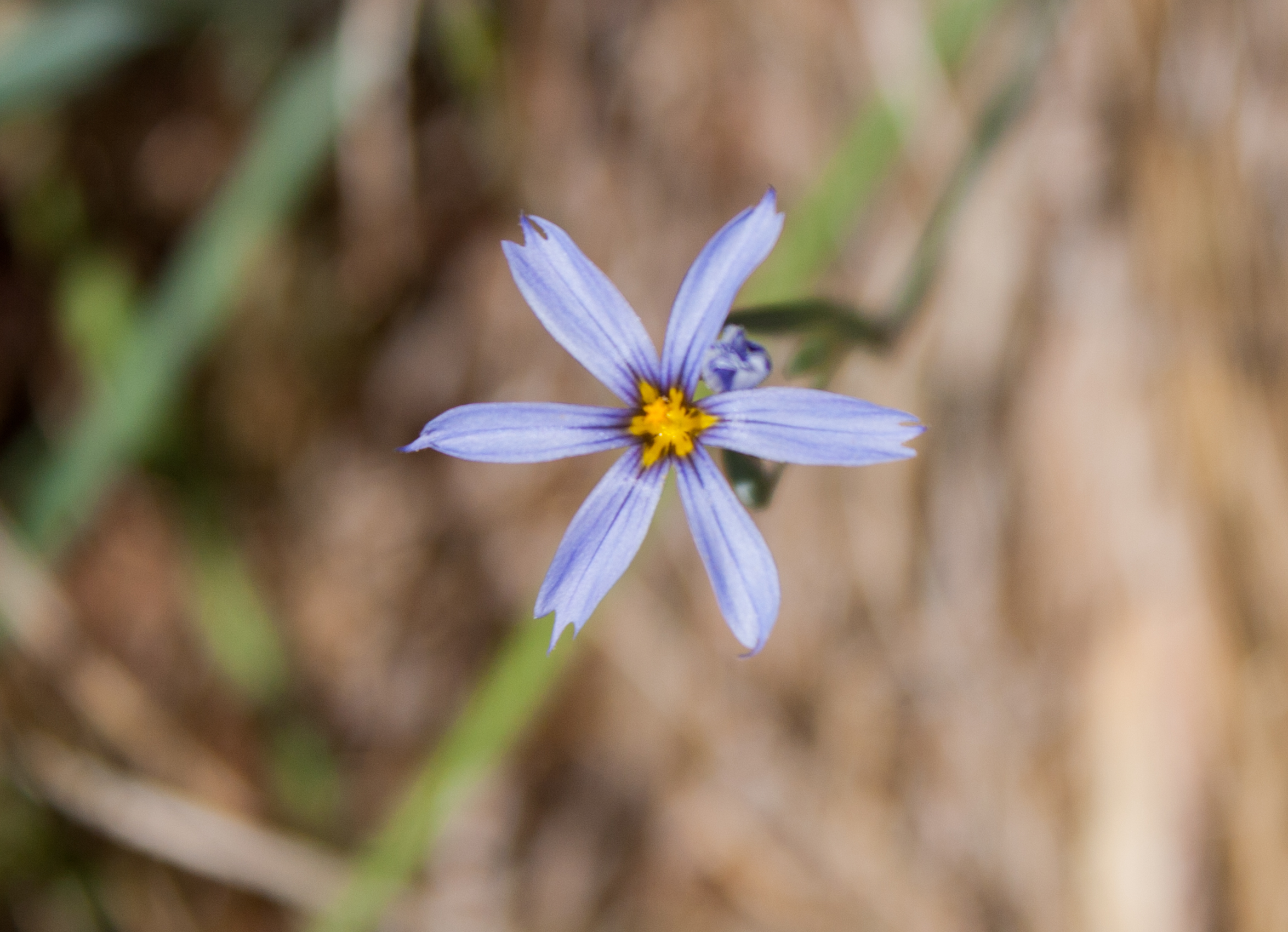
Sisyrinchium radicatum

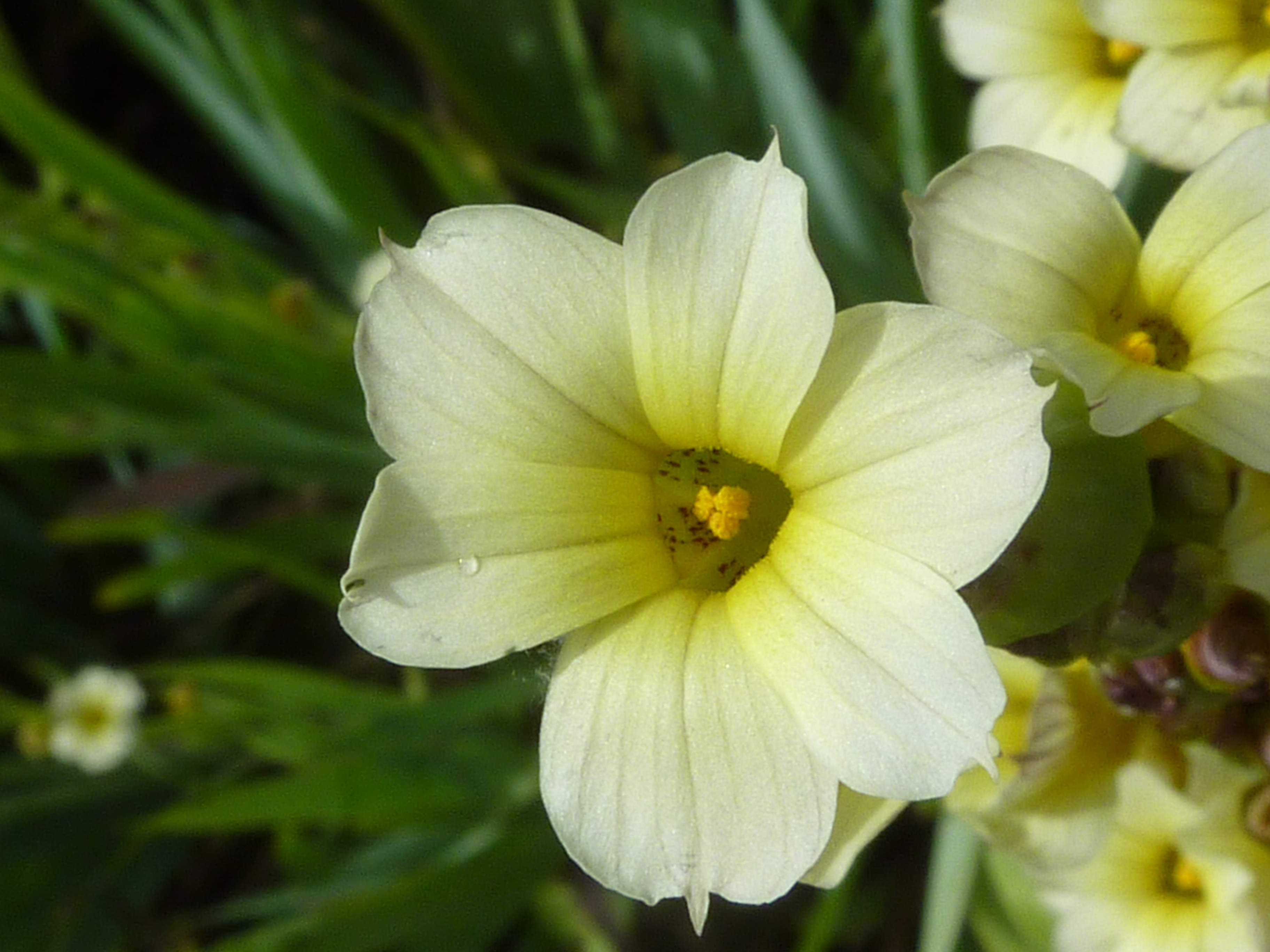
Sisyrinchium striatum

- Sisyrinchium albilapidense Ravenna
- Sisyrinchium anadenicum Ravenna
- Sisyrinchium andinopatagonicum Ravenna
- Sisyrinchium angustifolium Mill.
- Sisyrinchium angustissimum (B.L.Rob. & Greenm.) Greenm. & C.H.Thomps.
- Sisyrinchium annuum Ravenna
- Sisyrinchium antucense Ravenna
- Sisyrinchium aquidaunicum Ravenna
- Sisyrinchium arenarium Poepp.
- Sisyrinchium arguellesiae Ceja, Espejo & López-Ferr.
- Sisyrinchium arizonicum Rothr.
- Sisyrinchium arrayanicum Ravenna
- Sisyrinchium atlanticum E.P.Bicknell
- Sisyrinchium avenaceum Klatt
- Sisyrinchium azureum Phil.
- Sisyrinchium balansae Baker
- Sisyrinchium bellum S.Watson
- Sisyrinchium bermudiana L.
- Sisyrinchium biflorum Griseb.
- Sisyrinchium biforme E.P.Bicknell
- Sisyrinchium binervatum Ravenna
- Sisyrinchium brasiliense (Ravenna) Ravenna
- Sisyrinchium breviarmium Ravenna
- Sisyrinchium brevipes Baker
- Sisyrinchium bromelioides R.C.Foster
- Sisyrinchium caespitificum Kraenzl.
- Sisyrinchium caeteanum Ravenna
- Sisyrinchium calathinum Ravenna
- Sisyrinchium californicum (Ker Gawl.) Dryand.
- Sisyrinchium campestre E.P.Bicknell
- Sisyrinchium capillare E.P.Bicknell
- Sisyrinchium cernuum (E.P.Bicknell) Kearney
- Sisyrinchium chaguaranicum Ravenna
- Sisyrinchium chapelcoense Ravenna
- Sisyrinchium chilense Hook.
- Sisyrinchium chiricanum Woodson
- Sisyrinchium cholewae Espejo, López-Ferr. & Ceja
- Sisyrinchium claritae Herter
- Sisyrinchium coalitum Ravenna
- Sisyrinchium commutatum Klatt
- Sisyrinchium convallium Ravenna
- Sisyrinchium convolutum Nocca
- Sisyrinchium conzattii Calderón & Rzed.
- Sisyrinchium coulterianum Klatt ex Baker
- Sisyrinchium cuspidatum Poepp.
- Sisyrinchium cylindrocarpium Herter
- Sisyrinchium cyperellum Ravenna
- Sisyrinchium dasyspathum (Ravenna) Ravenna
- Sisyrinchium decumbens Ravenna
- Sisyrinchium deflexum R.C.Foster
- Sisyrinchium demissum Greene
- Sisyrinchium densiflorum Ravenna
- Sisyrinchium deseadense Ravenna
- Sisyrinchium dichotomum E.P.Bicknell
- Sisyrinchium elegantulum Ravenna
- Sisyrinchium elmeri Greene
- Sisyrinchium ensigerum E.P.Bicknell
- Sisyrinchium eserrulatum I.M.Johnst.
- Sisyrinchium exalatum B.L.Rob. & Greenm.
- Sisyrinchium exilifolium Ravenna
- Sisyrinchium fasciculatum Klatt
- Sisyrinchium fiebrigii I.M.Johnst.
- Sisyrinchium firmifolium Ravenna
- Sisyrinchium foliosum I.M.Johnst.
- Sisyrinchium funereum E.P.Bicknell
- Sisyrinchium fuscatum E.P.Bicknell
- Sisyrinchium galapagense Ravenna
- Sisyrinchium glaziovii Baker
- Sisyrinchium graminifolium Lindl.
- Sisyrinchium gratissimum Ravenna
- Sisyrinchium groenlandicum Böcher
- Sisyrinchium guanajuatense Ceja, Espejo & López-Ferr.
- Sisyrinchium halophilum Greene
- Sisyrinchium hasslerianum Baker
- Sisyrinchium hintoniorum G.L.Nesom
- Sisyrinchium hirsutum Baker
- Sisyrinchium hitchcockii Douglass M.Hend.
- Sisyrinchium hoehnei I.M.Johnst.
- Sisyrinchium humidum Ravenna
- Sisyrinchium hypsophilum I.M.Johnst. ex R.C.Foster
- Sisyrinchium idahoense E.P.Bicknell
- Sisyrinchium igatimiense Ravenna
- Sisyrinchium inclinatum Ravenna
- Sisyrinchium intihuatanense (Vargas) Ravenna
- Sisyrinchium itabiritense Ravenna
- Sisyrinchium ivanii R.C.Foster
- Sisyrinchium jamesonii Baker
- Sisyrinchium johnstonii Standl.
- Sisyrinchium laetum (Ravenna) J.M.Watson & A.R.Flores
- Sisyrinchium laevigatum Ravenna
- Sisyrinchium langloisii Greene
- Sisyrinchium laterale Baker
- Sisyrinchium latiusculum Ravenna
- Sisyrinchium laxum Otto ex Sims
- Sisyrinchium limarinum Ravenna
- Sisyrinchium littorale Greene
- Sisyrinchium longipes (E.P.Bicknell) Kearney & Peebles
- Sisyrinchium longispathum Conz.
- Sisyrinchium luzula Klotzsch ex Klatt
- Sisyrinchium macranthum Griseb.
- Sisyrinchium macrocarpum Hieron.
- Sisyrinchium macrophyllum Greenm.
- Sisyrinchium magnicapsulare J.M.Watson
- Sisyrinchium maipoanum Ravenna
- Sisyrinchium mandonii Baker
- Sisyrinchium marchioides Ravenna
- Sisyrinchium martense Ravenna
- Sisyrinchium megapotamicum Malme
- Sisyrinchium miamiense E.P.Bicknell
- Sisyrinchium micranthum Cav.
- Sisyrinchium microbracteatum G.L.Nesom
- Sisyrinchium minus Engelm. & A.Gray
- Sisyrinchium minutiflorum Klatt
- Sisyrinchium montanum Greene
- Sisyrinchium mucronatum Michx.
- Sisyrinchium nanum Phil.
- Sisyrinchium nashii E.P.Bicknell
- Sisyrinchium nembyense Ravenna
- Sisyrinchium nidulare (Hand.-Mazz.) I.M.Johnst.
- Sisyrinchium nigricans Gay
- Sisyrinchium novoleonense G.L.Nesom & L.Hern.
- Sisyrinchium obconicum Ravenna
- Sisyrinchium orbiculatum Ravenna
- Sisyrinchium ostenianum Beauverd
- Sisyrinchium oxyspathum Ravenna
- Sisyrinchium pachyrhizum Baker
- Sisyrinchium pallidum Cholewa & Douglass M.Hend.
- Sisyrinchium palmifolium L.
- Sisyrinchium palustre Diels
- Sisyrinchium papillosum R.C.Foster
- Sisyrinchium paramorum Ravenna
- Sisyrinchium parvifolium Baker
- Sisyrinchium parvum Espejo & López-Ferrari
- Sisyrinchium patagonicum Phil. ex Baker
- Sisyrinchium paucispathum Ravenna
- Sisyrinchium pearcei Phil.
- Sisyrinchium pendulum Ravenna
- Sisyrinchium piliferum Klatt
- Sisyrinchium planicola Ceja & Cholewa
- Sisyrinchium platense I.M.Johnst.
- Sisyrinchium platycaule Baker
- Sisyrinchium platyphyllum S.Watson
- Sisyrinchium plicatulum Ravenna
- Sisyrinchium praealtum Kraenzl.
- Sisyrinchium pringlei B.L.Rob. & Greenm.
- Sisyrinchium pruinosum E.P.Bicknell
- Sisyrinchium purpurellum Ravenna
- Sisyrinchium pusillum Kunth
- Sisyrinchium quadrangulatum Klatt
- Sisyrinchium radicatum E.P.Bicknell
- Sisyrinchium rambonis R.C.Foster
- Sisyrinchium rectilineum Ravenna
- Sisyrinchium rectivalvatum Ravenna
- Sisyrinchium reitzii R.C.Foster
- Sisyrinchium restioides Spreng.
- Sisyrinchium rigidifolium Baker
- Sisyrinchium rosengurttii I.M.Johnst.
- Sisyrinchium rosulatum E.P.Bicknell
- Sisyrinchium sagittiferum E.P.Bicknell
- Sisyrinchium sarmentosum Suksd. ex Greene
- Sisyrinchium scabrum Schltdl. & Cham.
- Sisyrinchium scalarium Ravenna
- Sisyrinchium scariosum I.M.Johnst.
- Sisyrinchium schaffneri S.Watson
- Sisyrinchium schottii Herter
- Sisyrinchium sellowianum Klatt
- Sisyrinchium septentrionale E.P.Bicknell
- Sisyrinchium serrulatum (E.P.Bicknell) Espejo & López-Ferr.
- Sisyrinchium setaceum Klatt
- Sisyrinchium sinuosum Ravenna
- Sisyrinchium soboliferum Ravenna
- Sisyrinchium somuncurense Ravenna
- Sisyrinchium striatum Sm.
- Sisyrinchium strictum E.P.Bicknell
- Sisyrinchium subalpinum Henrich & Goldblatt
- Sisyrinchium subcernuum (E.P.Bicknell) Henrich & Goldblatt
- Sisyrinchium subnudum I.M.Johnst.
- Sisyrinchium subtile Ravenna
- Sisyrinchium tafiense Ravenna
- Sisyrinchium teleanthum Ravenna
- Sisyrinchium tenuifolium Humb. & Bonpl. ex Willd.
- Sisyrinchium tinctorium Kunth
- Sisyrinchium tofoense Ravenna
- Sisyrinchium tolucense Peyr.
- Sisyrinchium translucens (E.P.Bicknell) Espejo & López-Ferr.
- Sisyrinchium trichanthum Dusén
- Sisyrinchium tucumanum Ravenna
- Sisyrinchium uliginosum Ravenna
- Sisyrinchium unguiculatum Griseb.
- Sisyrinchium unispathaceum Klatt
- Sisyrinchium vaginatum Spreng.
- Sisyrinchium valparadiseum Ravenna
- Sisyrinchium venezolense Ravenna
- Sisyrinchium vestitum Ravenna
- Sisyrinchium weirii Baker
- Sisyrinchium wettsteinii Hand.-Mazz.
- Sisyrinchium xerophyllum Greene
- Sisyrinchium zamudioi Espejo, López-Ferr. & Ceja